# 스튜디오 973
허수진의 스튜디오 973은 TBN 광주교통방송(광주, 목포, 해남, 진도 FM 97.3MHz, 여수, 순천, 광양 FM 103.5MHz)에서 평일 아침 9시부터 10시 55분까지 방송되는 광주·전남 지역의 출근길 아침 라디오 프로그램이다.

## 코너 소개

### 매일 코너
- 오늘도~파이팅! - 교통가족의 아침을 응원합니다 파이팅!
- 보통날의 기적 - 평범한 우리의 보통날 속에서 소소한 이웃들의 나눔이 만드는 행복한 일상 이야기
- 973-릴레이송! - 다양한 음악을 조화롭게 전해드립니다! (신청곡포함)
- 생활정보 973 - (월)장우철센터장(재능기부센터)/(화,수,목)건강,시장,경제,기상,법률정보 등/(금)박슬기 대표(혜명에듀)